# ディーン・クレーマー
- ディーン・クレマー
- ディーン・クレイマー

ディーン・ジュニア・クレーマー（Dean Junior Kremer, 1996年1月7日 - ）は、アメリカ合衆国カリフォルニア州サンホアキン郡ストックトン出身のプロ野球選手（投手）。右投右打。MLBのボルチモア・オリオールズ所属。

## 経歴

### プロ入り前
両親がイスラエル人であるユダヤ教徒の家系に生まれる。2013年にはイスラエルのテルアビブで開催されたマカビア競技大会にアメリカ合衆国代表で参加し、金メダルを獲得している。
サンホアキン・デルタ・カレッジ在学時には2015年のMLBドラフト38巡目（全体1137位）でサンディエゴ・パドレスから指名されたが、この時は契約しなかった。

### プロ入りとドジャース傘下時代
ネバダ大学ラスベガス校へ転校後の2016年、MLBドラフト14巡目（全体431位）でロサンゼルス・ドジャースから指名され、プロ入り。契約後、傘下のパイオニアリーグのルーキー級スポケーン・インディアンスでプロデビュー。A級グレートレイクス・ルーンズでもプレーし、2球団合計で12試合（先発6試合）に登板して2勝1敗、防御率2.27、35奪三振を記録した。また、8月26日に第4回ワールド・ベースボール・クラシック（WBC）予選のイスラエル代表に選出された。チームはこの予選4組において決勝戦でイギリスに勝利し、本大会初出場を決めた。
2017年のシーズン前、第4回WBC本戦のイスラエル代表に選出された。シーズンではA+級ランチョクカモンガ・クエークスでプレーし、33試合（先発6試合）に登板して1勝4敗3セーブ、防御率5.18、96奪三振を記録した。
2018年はA+級ランチョクカモンガとAA級タルサ・ドリラーズでプレーした。

### オリオールズ時代
2018年7月18日にマニー・マチャドとのトレードで、ユスニエル・ディアス、ブレイビック・バレラ、ザック・ポップ、ライラン・バノンと共にボルチモア・オリオールズへ移籍した。移籍後は傘下のAA級ボウイ・ベイソックスでプレーし、移籍前を含めた3球団合計で25試合に先発登板して10勝5敗、防御率2.88、178奪三振を記録した。
2019年はA+級フレデリック・キーズ、AA級ボウイ、AAA級ノーフォーク・タイズでプレーし、3球団合計で21試合に先発登板して9勝6敗、防御率3.72、122奪三振を記録した。オフにはアリゾナ・フォールリーグに参加し、サプライズ・サグアロスに所属した。11月20日にはルール・ファイブ・ドラフトでの流出を防ぐために40人枠入りした。
2020年9月6日にメジャー初昇格を果たし、メジャーデビューとなった同日のニューヨーク・ヤンキース戦では先発して6回を1失点の好投で初登板勝利を挙げた。この年はメジャーで4試合に先発登板して1勝1敗、防御率4.82、22奪三振を記録した。
2021年は13試合に先発登板して0勝7敗、防御率7.55、47奪三振を記録した。
2022年は左脇腹の腹斜筋を痛めて故障者リスト入りしたため出遅れたが、6月5日に復帰してからは先発ローテーションに定着した。9月23日のヒューストン・アストロズ戦ではメジャー初完封を飾った。
2023年はシーズン開幕前の3月に開催された第5回WBCのイスラエル代表に選出された。

## 詳細情報

### 年度別投手成績
| 年 度    | 球 団    | 登 板 | 先 発 | 完 投 | 完 封 | 無 四 球 | 勝 利 | 敗 戦 | セ 丨 ブ | ホ 丨 ル ド | 勝 率 | 打 者 | 投 球 回 | 被 安 打 | 被 本 塁 打 | 与 四 球 | 敬 遠 | 与 死 球 | 奪 三 振 | 暴 投 | ボ 丨 ク | 失 点 | 自 責 点 | 防 御 率 | W H I P |
| -------- | -------- | ----- | ----- | ----- | ----- | -------- | ----- | ----- | -------- | ----------- | ----- | ----- | -------- | -------- | ----------- | -------- | ----- | -------- | -------- | ----- | -------- | ----- | -------- | -------- | ------- |
| 2020     | BAL      | 4     | 4     | 0     | 0     | 0        | 1     | 1     | 0        | 0           | .500  | 83    | 18.2     | 15       | 0           | 12       | 0     | 0        | 22       | 0     | 0        | 10    | 10       | 4.82     | 1.45    |
| 2021     | BAL      | 13    | 13    | 0     | 0     | 0        | 0     | 7     | 0        | 0           | .000  | 245   | 53.2     | 63       | 17          | 25       | 0     | 1        | 47       | 5     | 0        | 46    | 45       | 7.55     | 1.64    |
| 2022     | BAL      | 22    | 21    | 1     | 1     | 0        | 8     | 7     | 0        | 0           | .533  | 512   | 125.1    | 123      | 11          | 34       | 0     | 5        | 87       | 5     | 0        | 48    | 45       | 3.23     | 1.25    |
| 2023     | BAL      | 32    | 32    | 0     | 0     | 0        | 13    | 5     | 0        | 0           | .722  | 735   | 172.2    | 171      | 27          | 55       | 0     | 5        | 157      | 5     | 0        | 85    | 79       | 4.12     | 1.31    |
| 2024     | BAL      | 24    | 24    | 0     | 0     | 0        | 8     | 10    | 0        | 0           | .444  | 553   | 129.2    | 110      | 18          | 51       | 0     | 3        | 123      | 1     | 1        | 72    | 59       | 4.10     | 1.24    |
| MLB：5年 | MLB：5年 | 95    | 94    | 1     | 1     | 0        | 30    | 30    | 0        | 0           | .500  | 2128  | 500.0    | 482      | 73          | 177      | 0     | 14       | 436      | 16    | 1        | 261   | 238      | 4.28     | 1.32    |

- 2024年度シーズン終了時
- 各年度の太字はリーグ最高

### 年度別守備成績
| 年 度 | 球 団 | 投手（P） | 投手（P） | 投手（P） | 投手（P） | 投手（P） | 投手（P） |
| 年 度 | 球 団 | 試 合     | 刺 殺     | 補 殺     | 失 策     | 併 殺     | 守 備 率  |
| ----- | ----- | --------- | --------- | --------- | --------- | --------- | --------- |
| 2020  | BAL   | 4         | 2         | 1         | 0         | 0         | 1.000     |
| 2021  | BAL   | 13        | 2         | 4         | 0         | 0         | 1.000     |
| 2022  | BAL   | 22        | 6         | 6         | 1         | 1         | .923      |
| 2023  | BAL   | 32        | 11        | 16        | 0         | 0         | 1.000     |
| 2024  | BAL   | 24        | 11        | 19        | 2         | 0         | .938      |
| MLB   | MLB   | 95        | 32        | 46        | 3         | 1         | .963      |

- 2024年度シーズン終了時
- 各年度の太字はリーグ最高

### 背番号
- 64（2020年 - ）

### 代表歴
- 2017 ワールド・ベースボール・クラシック予選 イスラエル代表
- 2017 ワールド・ベースボール・クラシック・イスラエル代表
- 2023 ワールド・ベースボール・クラシック・イスラエル代表